# 21 février aux Jeux olympiques de 2006
Le mardi 21 février aux Jeux olympiques d'hiver de 2006 est le onzième jour de compétition.

## Programme
- 11h00 : Combiné nordique (H) : Sprint (saut à ski, grand tremplin)
- 11h35 : Hockey sur glace (H) : manche préliminaire, groupe B ;  Lettonie 2 - 5  Kazakhstan
- 12h00 : Biathlon (H) : Relais 4 × 7,5 km
- 12h35 : Hockey sur glace (H) : manche préliminaire, groupe A ;  Suisse 3 - 3  Italie
- 14h00 : Combiné nordique (H) : Sprint (ski de fond, 7,5 km)
- 15h35 : Hockey sur glace (H) : manche préliminaire, groupe A ;  Finlande 2-0  Allemagne
- 16h00 : Patinage de vitesse (H) : 1 500 m
- 16h35 : Hockey sur glace (H) : manche préliminaire, groupe A ;  Canada 3-2  République tchèque
- 17h30 : Bobsleigh (F) : bob à deux, 3e manche
- 18h30 : Ski acrobatique (F) : saut, qualifications
- 19h00 : Bobsleigh (F) : bob à deux, 4e et dernière manche
- 19h00 : Patinage artistique (F) : femmes, programme court
- 20h05 : Hockey sur glace (H) : manche préliminaire, groupe B ;  Suède 0-3  Slovaquie
- 20h35 : Hockey sur glace (H) : manche préliminaire, groupe B ;  États-Unis 4-5  Russie

(H) : Hommes ; (F) : Femmes ; (M) : Mixte
L'heure utilisée est l'heure de Turin : UTC+01 heure ; la même utilisée à Bruxelles, Genève et Paris.

## Finales

### Biathlon - Relais 4 × 7,5 km H
| Place | Nation             | Athlètes                                                                    | Pénalités (Tours+Pioches) | Temps             |
| ----- | ------------------ | --------------------------------------------------------------------------- | ------------------------- | ----------------- |
| 1er   | Allemagne          | Ricco Groß Michael Rösch Sven Fischer Michael Greis                         | 1 + 8                     | 1 h 21 min 51 s 5 |
| 2e    | Russie             | Ivan Tcherezov Sergei Tchepikov Pavel Rostovtsev Nikolay Kruglov            | 0 + 6                     | 1 h 22 min 12 s 4 |
| 3e    | France             | Julien Robert Vincent Defrasne Ferréol Cannard Raphaël Poirée               | 0 + 6                     | 1 h 22 min 35 s 1 |
| 4e    | Suède              | Jakob Borjesson Björn Ferry Mattias Nilsson Carl-Johan Bergman              | 0 + 12                    | 1 h 22 min 35 s 1 |
| 5e    | Norvège            | Halvard Hanevold Stian Eckhoff Frode Andresen Ole Einar Björndalen          | 2 + 9                     | 1 h 23 min 03 s 6 |
| 6e    | République tchèque | Ondřej Moravec Zdeněk Vítek Roman Dostál Michal Šlesingr                    | 1 + 11                    | 1 h 23 min 04 s 0 |
| 7e    | Ukraine            | Olexander Bilanenko Andriy Deryzemlya Alexei Korobeynikov Ruslan Lysenko    | 1 + 11                    | 1 h 23 min 40 s 4 |
| 8e    | Italie             | Christian de Lorenzi Rene Laurent Vuillermoz Paolo Longo Wilfried Pallhuber | 2 + 10                    | 1 h 23 min 40 s 9 |

### Combiné nordique - Sprint H
| Place | Nation    | Athlète             | Temps         |
| ----- | --------- | ------------------- | ------------- |
| 1er   | Autriche  | Felix Gottwald      | 18 min 29 s 0 |
| 2e    | Norvège   | Magnus Moan         | +5 s 4        |
| 3e    | Allemagne | Georg Hettich       | +9 s 6        |
| 4e    | France    | Jason Lamy-Chappuis | +22 s 5       |
| 5e    | Finlande  | Jaakko Tallus       | +29 s 1       |
| 6e    | Norvège   | Petter Tande        | +30 s 1       |
| 7e    | Allemagne | Bjorn Kircheisen    | +36 s 7       |
| 8e    | Allemagne | Ronny Ackermann     | +38 s 7       |

### Patinage de vitesse – 1 500 m H
| Place | Nation     | Athlète               | Temps         |
| ----- | ---------- | --------------------- | ------------- |
| 1er   | Italie     | Enrico Fabris         | 1 min 45 s 97 |
| 2e    | États-Unis | Shani Davis           | 1 min 46 s 13 |
| 3e    | États-Unis | Chad Hedrick          | 1 min 46 s 22 |
| 4e    | Pays-Bas   | Simon Kuipers         | 1 min 46 s 58 |
| 5e    | Pays-Bas   | Erben Wennemars       | 1 min 46 s 71 |
| 6e    | Russie     | Ivan Skobrev          | 1 min 46 s 91 |
| 7e    | Norvège    | Petter Andersen       | 1 min 47 s 15 |
| 8e    | Norvège    | Mikael Flygind-Larsen | 1 min 47 s 28 |

### Bobsleigh - Bob à 2 F
| Place | Nation     | Athlètes                             | Temps         |
| ----- | ---------- | ------------------------------------ | ------------- |
| 1er   | Allemagne  | Sandra Kiriasis Anja Schneiderheinze | 3 min 49 s 98 |
| 2e    | États-Unis | Shauna Rohbock Valerie Fleming       | 3 min 50 s 69 |
| 3e    | Italie     | Gerda Weissensteiner Jennifer Isacco | 3 min 51 s 01 |
| 4e    | Canada     | Helen Upperton Heather Moyse         | 3 min 51 s 06 |
| 5e    | Allemagne  | Susi Lisa Erdmann Nicole Herschmann  | 3 min 51 s 32 |
| 6e    | États-Unis | Jean Prahm Vonetta Flowers           | 3 min 51 s 78 |
| 7e    | Russie     | Victoria Tokovaia Nadejda Orlova     | 3 min 51 s 93 |
| 8e    | Suisse     | Maya Bamert Martina Feusi            | 3 min 52 s 04 |

## Médailles du jour
| Rang | Nations    | Médaille d'or | Médaille d'argent | Médaille de bronze | Total |
| ---- | ---------- | ------------- | ----------------- | ------------------ | ----- |
| 1er  | Allemagne  | 2             | -                 | 1                  | 3     |
| 2e   | Italie     | 1             | -                 | 1                  | 2     |
| 3e   | Autriche   | 1             | -                 | -                  | 1     |
| 4e   | États-Unis | -             | 2                 | 1                  | 3     |
| 5e   | Russie     | -             | 1                 | -                  | 1     |
| -    | Norvège    | -             | 1                 | -                  | 1     |
| 7e   | France     | -             | -                 | 1                  | 1     |